# Пёнтек (гмина)
Пёнтек (пол. Piątek) — сельская гмина (волость) в Польше, административно входящая в состав Ленчицкого повета Лодзинского воеводства. Население гмины на 31 декабря 2024 года составляло 5570 человек.

## Население
В 1887 году население гмины составляло 6221 человек, большинство из которых занималось сельским хозяйством, за исключением тех жителей, которые были заняты производством муки на многочисленных ветрянных и водянных мельницах, а также сахара и изделий из кожи, на расположившихся на территории гмины заводах.
|        | 1887 | 2004 | 2024 |
| ------ | ---- | ---- | ---- |
| Всего  | 6221 | 6515 | 5570 |
| Женщин |      |      | 2807 |
| Мужчин |      |      | 2763 |

## Состав гмины
В 2024 году в состав гмины Пёнтек, помимо одноимённого города, являющегося её административным центром, также входили 44 населённых пункта, среди которых были: Балькув, Белице, Блоне, Богушице, Боровец, Броникув, Витув, Влостовице, Влостовице-Парцеле, Гадка, Гослюб, Гослюб-Осада, Гурки-Лубницке, Гурки-Пенцлавске, Дунай, Жабокшеки, Конажев, Кшишковице, Лежайна, Ленка, Лубница, Михалувка, Млынув, Мховице, Мыслувка, Недзялки, Оренице, Орондки, Пекары, Пенцлавице, Пенцлавице-Парцеле, Покшивница, Рогашин, Слядкув-Подлесьны, Слядкув-Розлязлы, Старе-Пяски, Сулковице-Друге, Сулковице-Первше, Сыпин, Черникув, Янкув, Яновице, Янувек и Ясённа.